# جیکوب تی‌یرنی
جیکوب تی‌یرنی (انگلیسی: Jacob Tierney؛ زادهٔ ۲۶ سپتامبر ۱۹۷۹) بازیگر، کارگردان و فیلم‌نامه‌نویس اهل کانادا است. وی تبار یهودی ایرلندی دارد. خواهر او هم بازیگر است.

## گزیدهٔ آثار

### سینما
- به‌هرحال لارنس (۲۰۱۲)
- توئیست (۲۰۰۳)
- این پدر من است (۱۹۹۸)
- رنگین‌کمان (۱۹۹۶)
- کتاب مقدس نئونی (۱۹۹۵)

### تلویزیون
- آیا از تاریکی هراس دارید؟ (۱۹۹۲–۱۹۹۱)